# Лусково
Лусково (пол. Łuskowo) — село в Польщі, у гміні Волін Каменського повіту Західнопоморського воєводства.
Населення — 188 осіб (2011).
У 1975-1998 роках село належало до Щецинського воєводства.

## Демографія
Демографічна структура станом на 31 березня 2011 року:
|          | Загалом | Допрацездатний вік | Працездатний вік | Постпрацездатний вік |
| -------- | ------- | ------------------ | ---------------- | -------------------- |
| Чоловіки | 96      | 21                 | 66               | 9                    |
| Жінки    | 92      | 20                 | 52               | 20                   |
| Разом    | 188     | 41                 | 118              | 29                   |